# Nissan
Nissan (jap. 日産自動車株式会社 – Nissan Jidōsha Kabushiki-gaisha) – japoński producent samochodów i autobusów z siedzibą w Jokohamie.

## Historia
Początki przedsiębiorstwa sięgają roku 1911, kiedy to w Tokio Masujiro Hashimoto założył firmę automobilową Kwaishinsha. Zdobywszy doświadczenie w USA, konstruuje w Japonii pierwszy swój samochód osobowy o nazwie DAT. Ta nazwa to anagram pierwszych liter nazwisk ludzi wspierających ten projekt – Kenjiro Dena, Rokuro Aoyamy i Meitaro Takeuchiego. Słowo DATTO w języku japońskim znaczy „uciekający zając” i właśnie na maskach pierwszych modeli DAT-a i kilku późniejszych Datsunów widniała figurka biegnącego zająca. W roku 1919 w Osace powstała firma Jitsuyo Jidosha, która 7 lat później połączyła się z Kwaishinsha.
W latach 30. pojawił się prototyp o nazwie Datson, którego nazwę później zmieniono na Datsun.
Po kolejnych zmianach 1 kwietnia 1934 roku nowe przedsiębiorstwo zmieniło nazwę na Nissan Motor Co. Ltd. Po wojnie firma wydostała się z kryzysu dzięki współpracy z brytyjskim Austinem i produkcji licencyjnych pojazdów. Wkrótce stała się drugim co do wielkości producentem samochodów w Japonii. W 1983 roku zaprzestano stosowania nazwy Datsun, a zaczęto używać Nissan, która do tej pory była zarezerwowana dla ciężarówek.
W 1989 roku Nissan stworzył nową markę samochodów luksusowych o nazwie Infiniti, przeznaczoną na rynek amerykański.
W 1999 roku 35% akcji Nissana kupiła francuska firma Renault. Za to po 3 latach, czyli w 2002 roku Nissan kupił 15% akcji Renault. Obecnie firma Renault posiada 43,4% akcji Nissan Motor Co. Ltd.
W 2010 roku Renault-Nissan Alliance rozpoczęło współpracę z Daimler AG.
Według badania waszyngtońskiej organizacji Good Jobs First koncern Nissan otrzymał ok. 1,8 mld dolarów dotacji z programów federalnych i stanowych w okresie 2010-2013 – co uplasowało go wśród 10 najbardziej dotowanych firm w USA.
W 2015 roku przedsiębiorstwo wyprodukowało ponad 5,1 mln pojazdów, co było najlepszym wynikiem w jej historii. Nissan jest obecny w ponad 160 krajach i regionach.

## Modele samochodów

### Osobowe

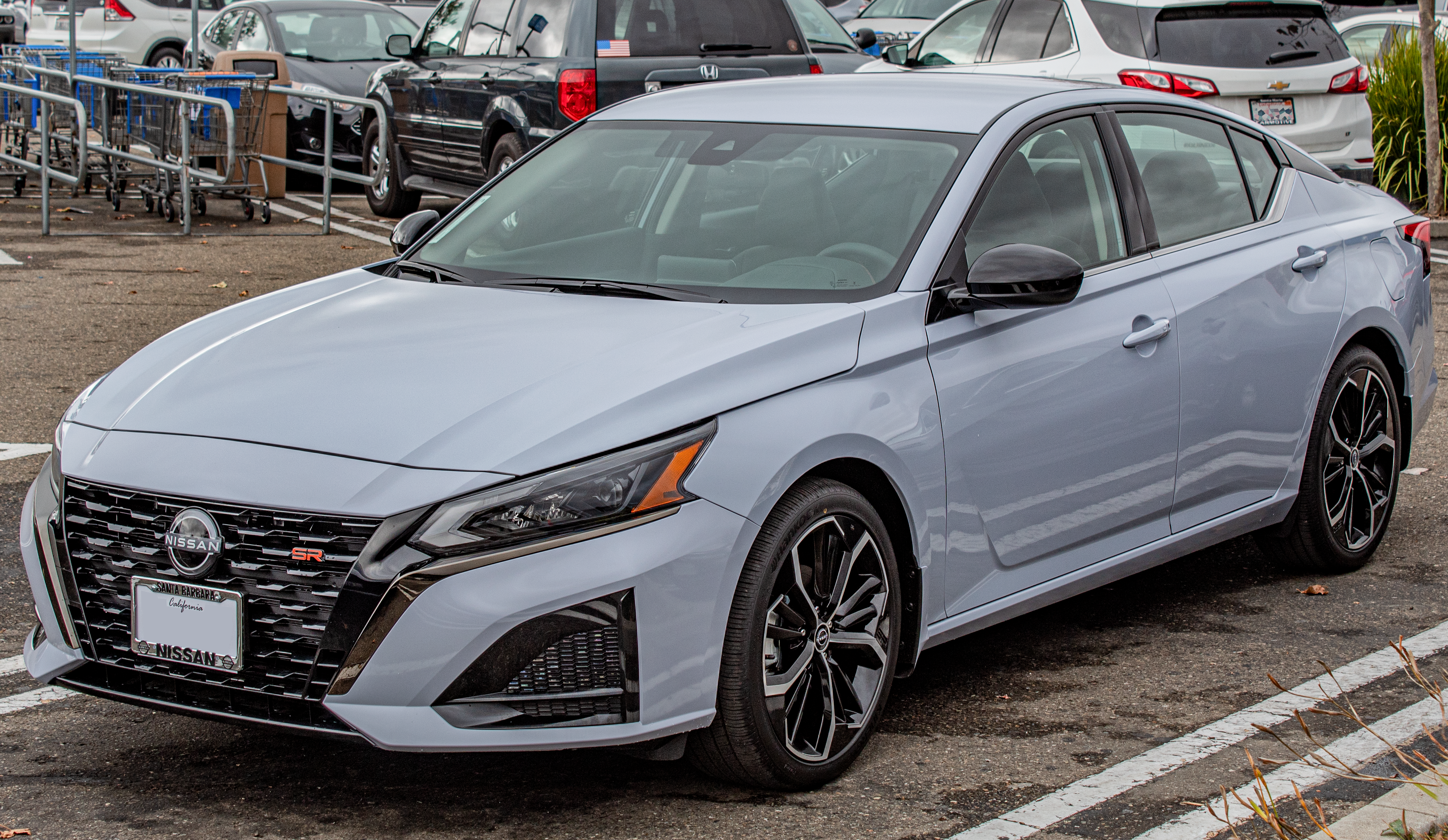
Nissan Altima

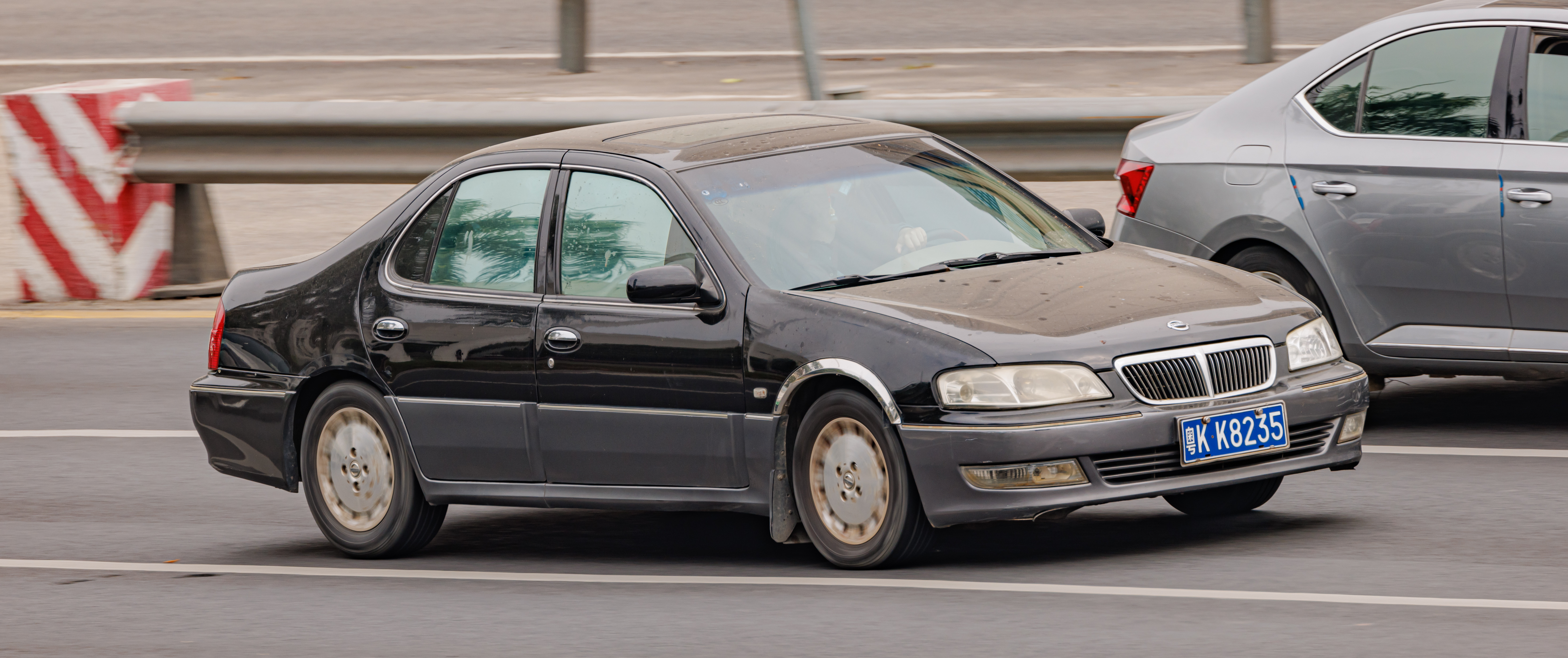
Nissan Bluebird

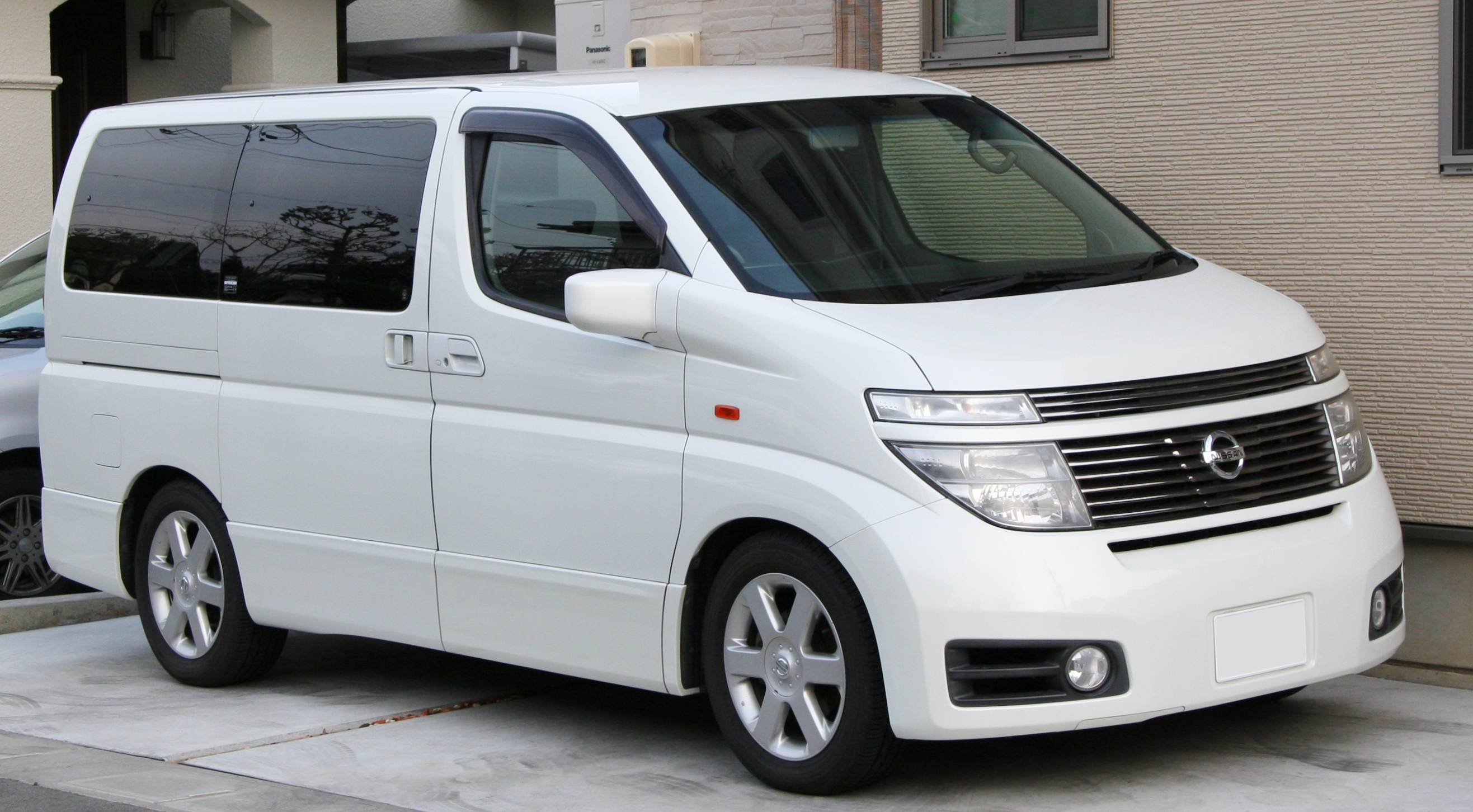
Nissan Elgrand

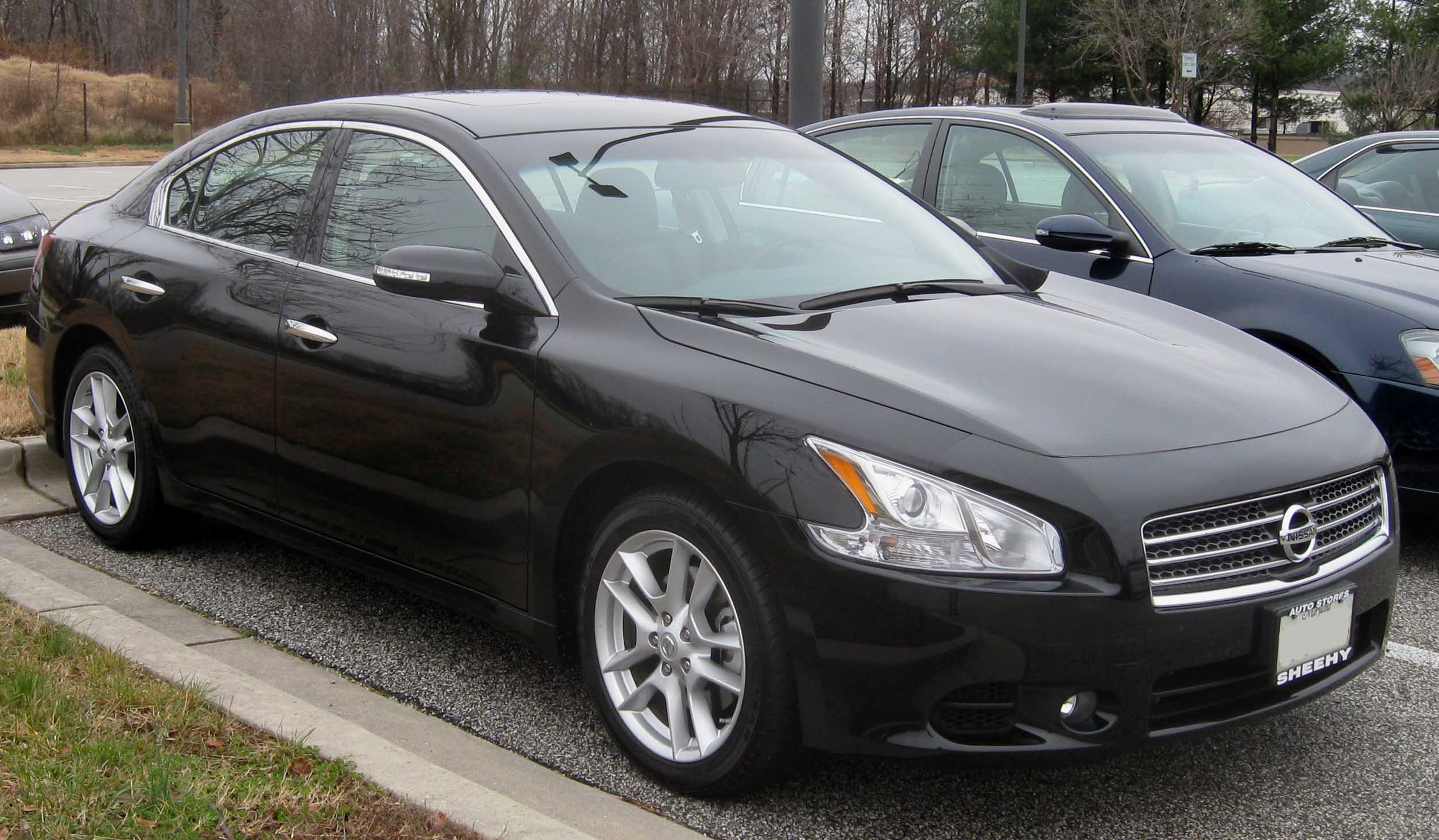
Nissan Maxima

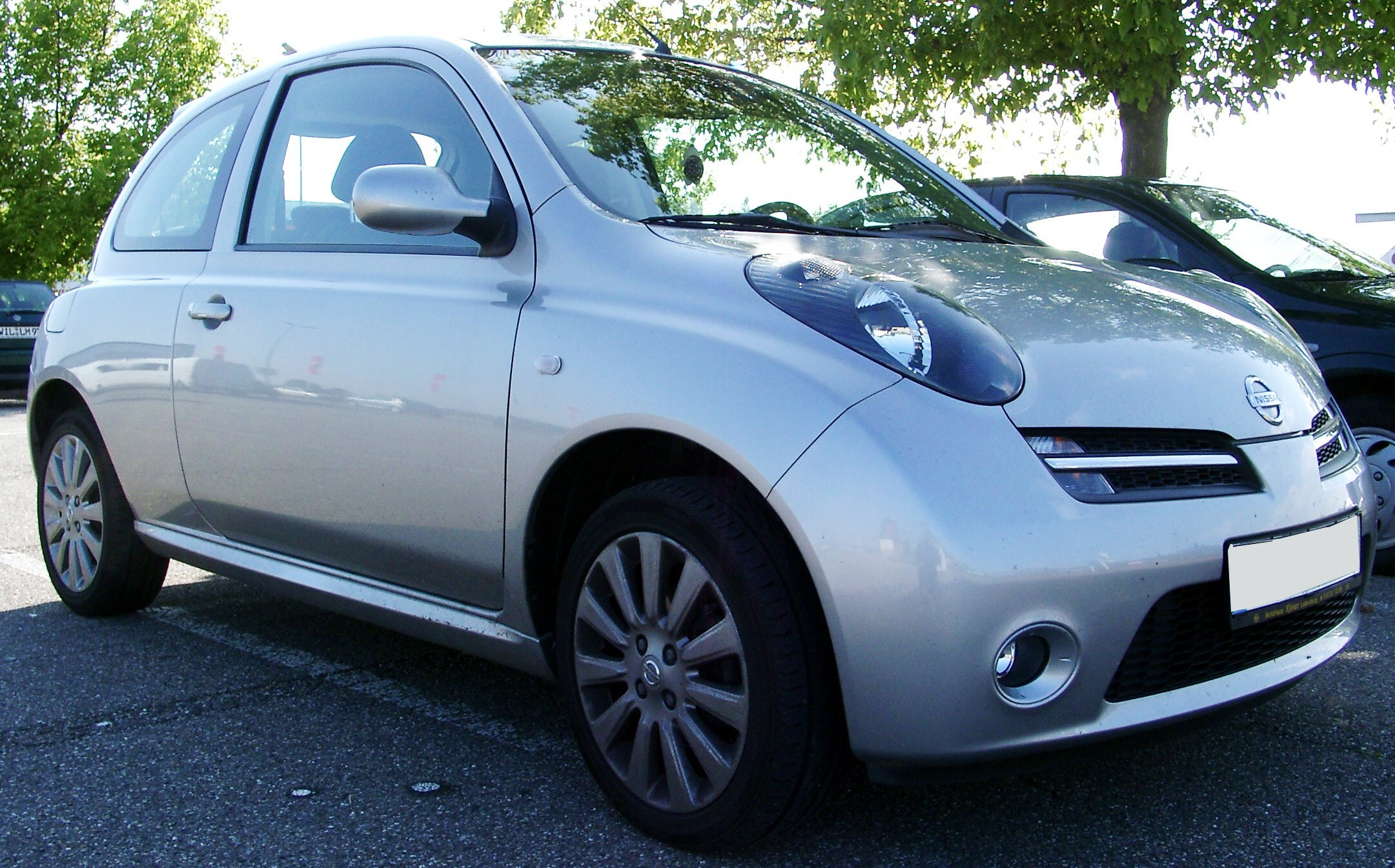
Nissan Micra

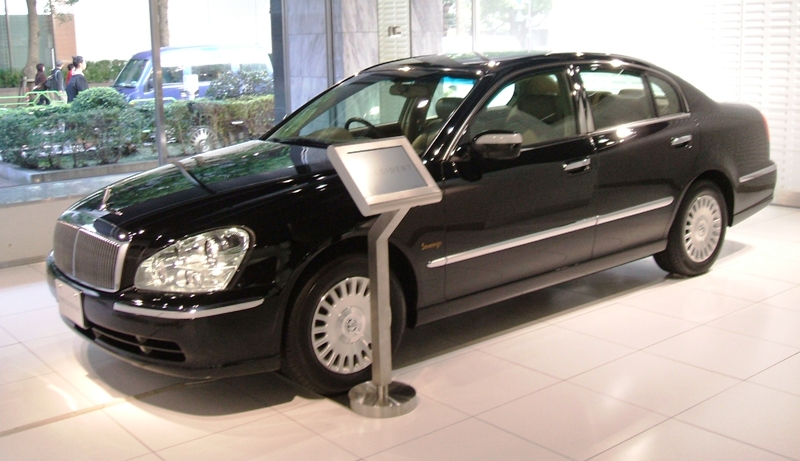
Nissan President

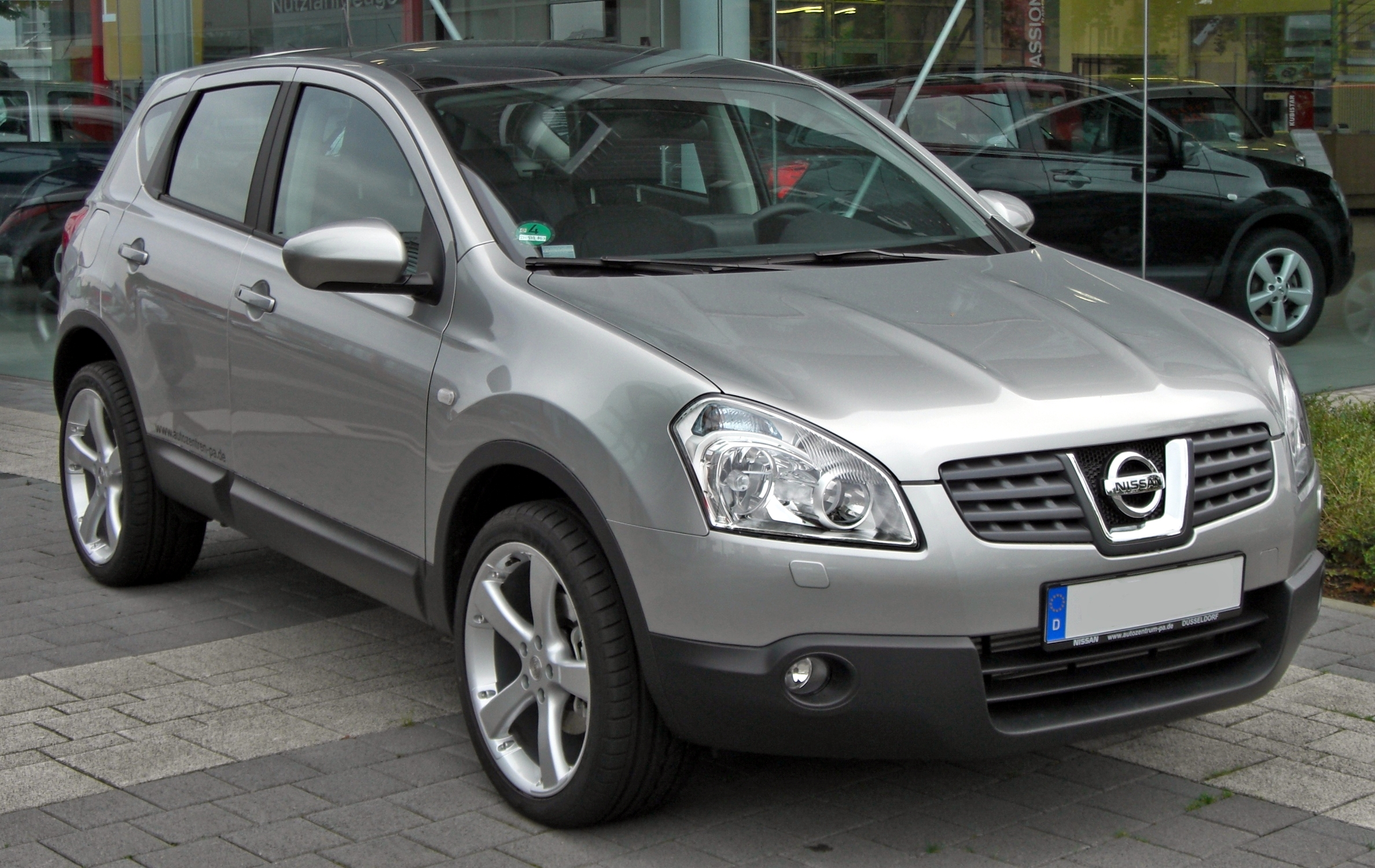
Nissan Qashqai

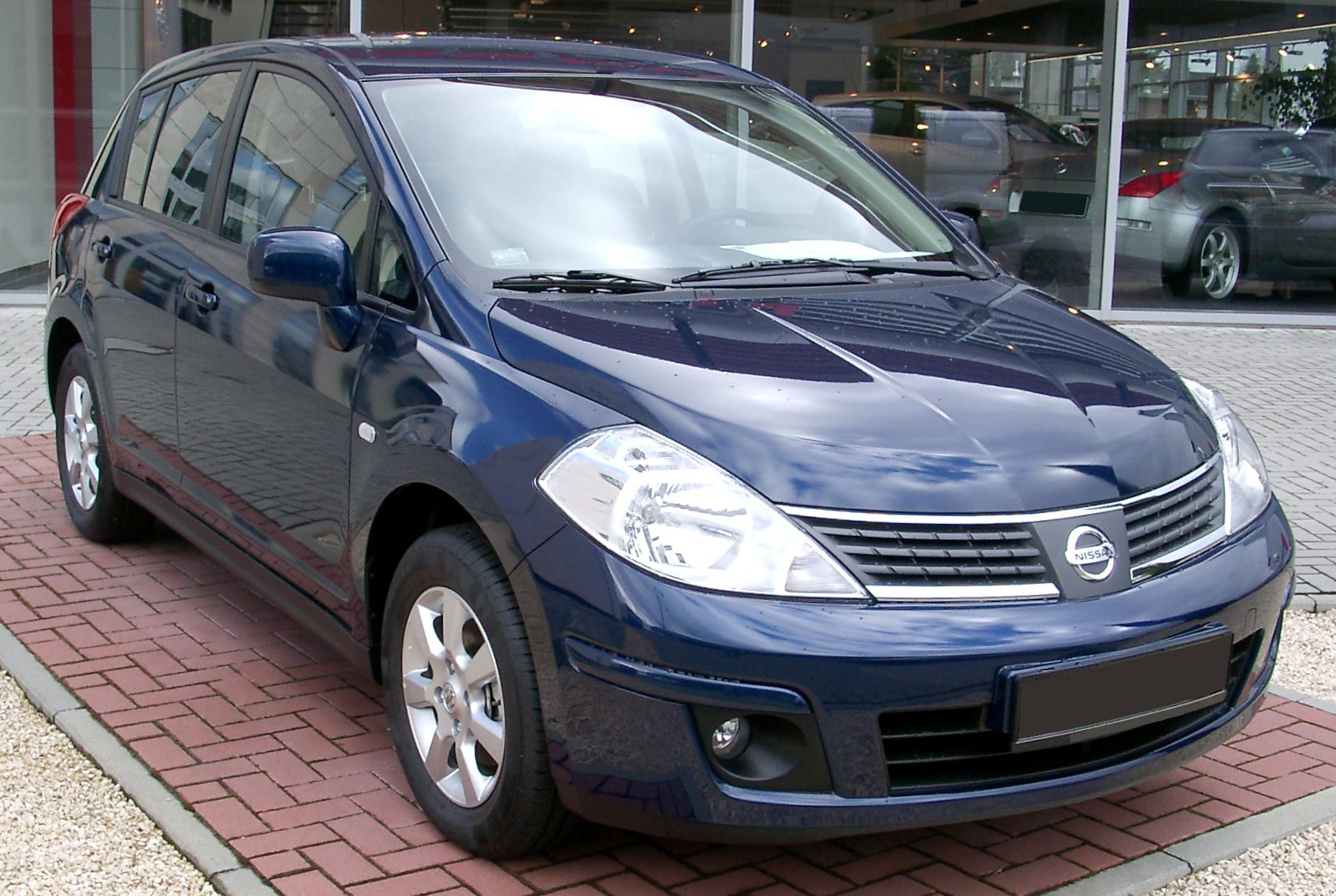
Nissan Tiida

- Almera
- Almera Tino
- Altima
- Altima Coupé
- Altima Hybrid
- Aprio
- Ariya
- Bluebird
- Bluebird Sylphy
- Cedric
- Cherry
- Cima
- Clipper Rio
- Crew
- Cube
- Elgrand
- Evalia
- Figaro
- Frontier
- Fuga
- Geniss
- Kix
- Lafesta
- Laurel
- Leaf
- Liberty
- March
- Maxima
- Micra
- Micra C+C
- Moco
- Note
- NP200
- NP300
- NV200
- Otti
- Pino
- Platina
- Pixo
- Prairie
- Presage
- President
- Primera
- Pulsar
- Qashqai
- Quest
- Roox
- Sentra
- Sentra SE-R
- Serena
- Stanza
- Silvia
- Skyline Coupé
- Stagea
- Sunny
- Serena
- Teana
- Tiida
- Tiida Latio
- Tsuru
- Urvan
- Versa
- Violet
- Wingroad

#### 4x4

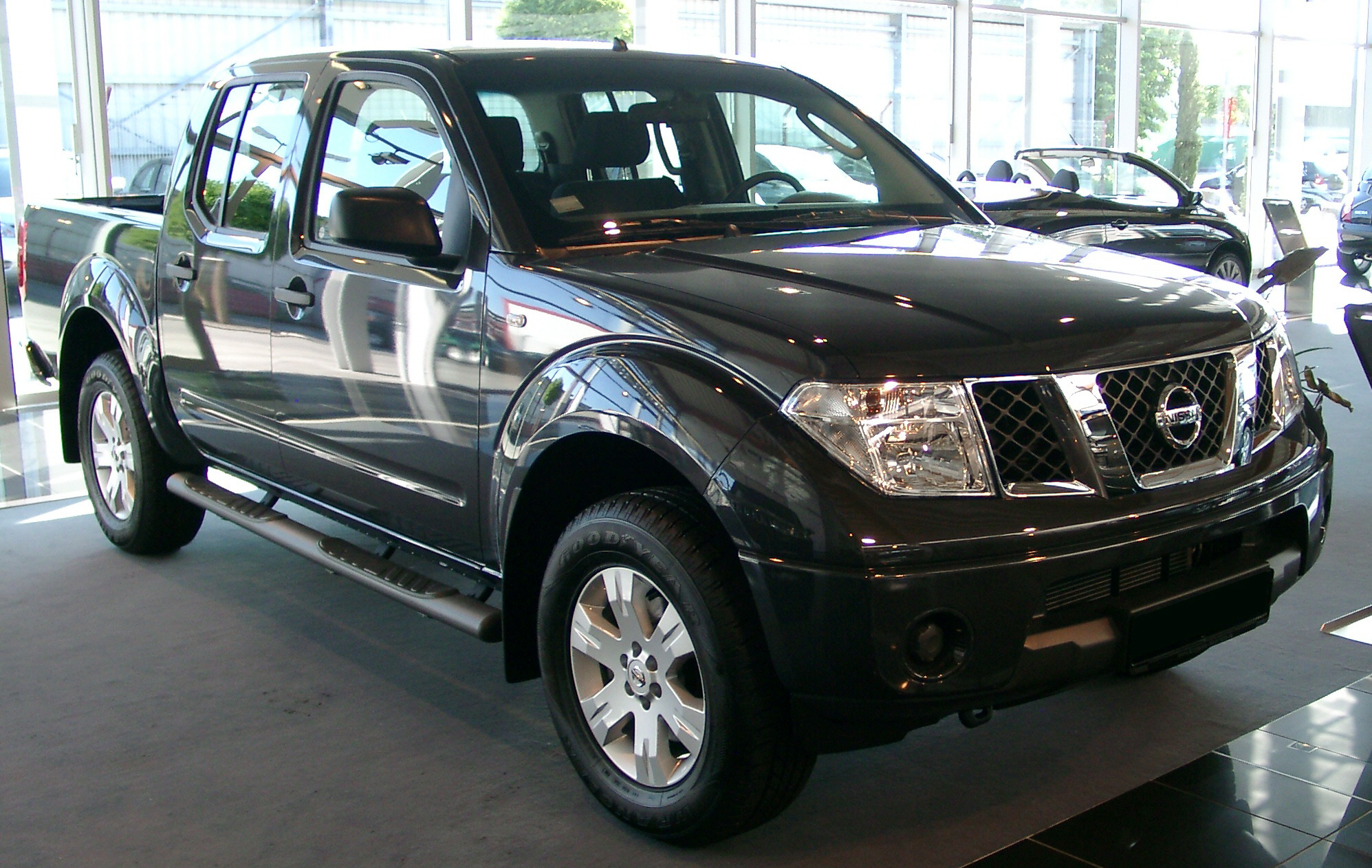
Nissan Navara

- Armada
- Dualis
- Juke
- Murano
- Navara / Frontier
- Paladin
- Pathfinder
- Patrol
- Pickup / NP300
- Rogue
- Terrano
- Titan
- X-Trail
- XTerra

#### Dostawcze

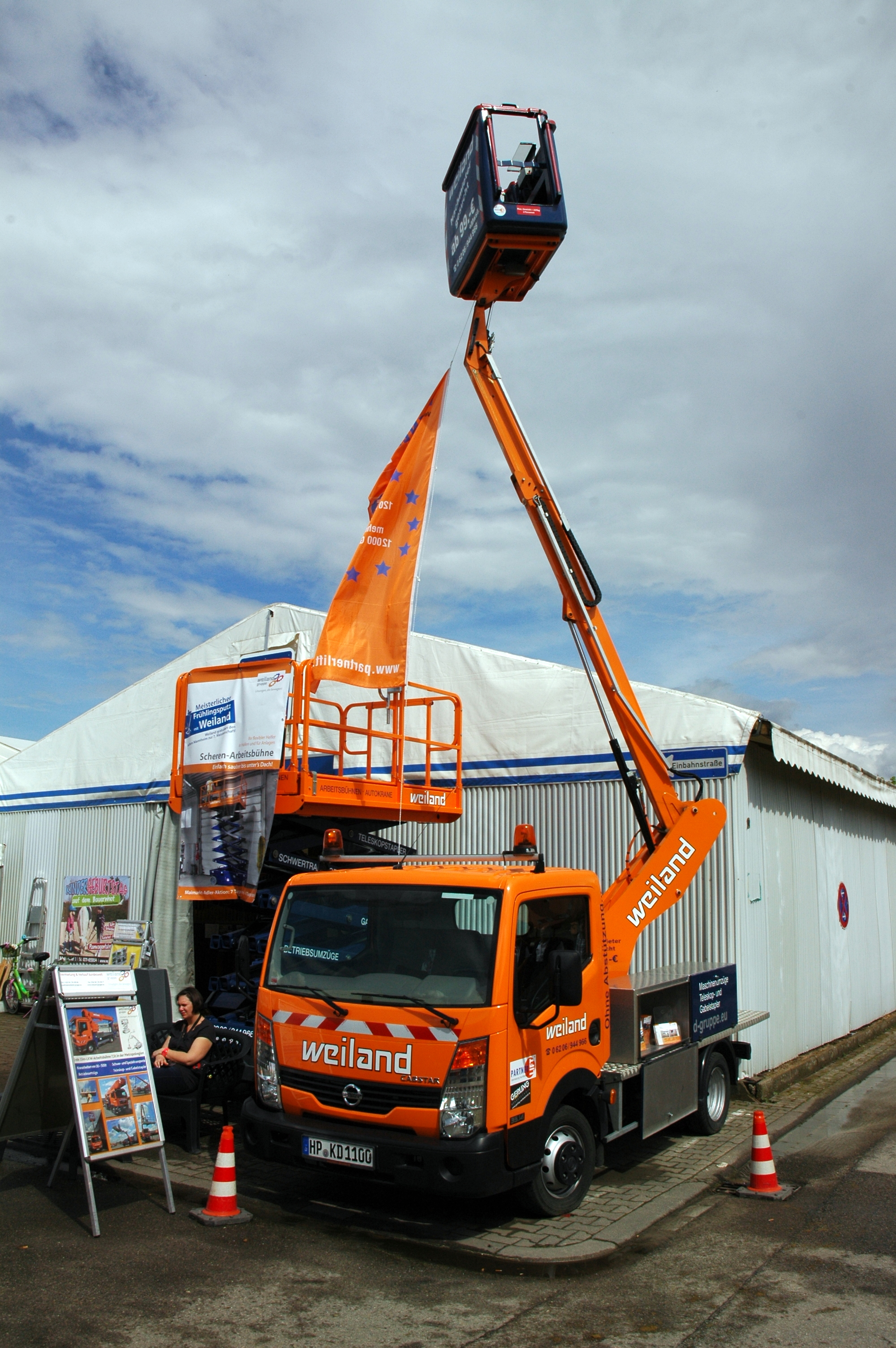
Nissan Cabstar z wysięgnikiem

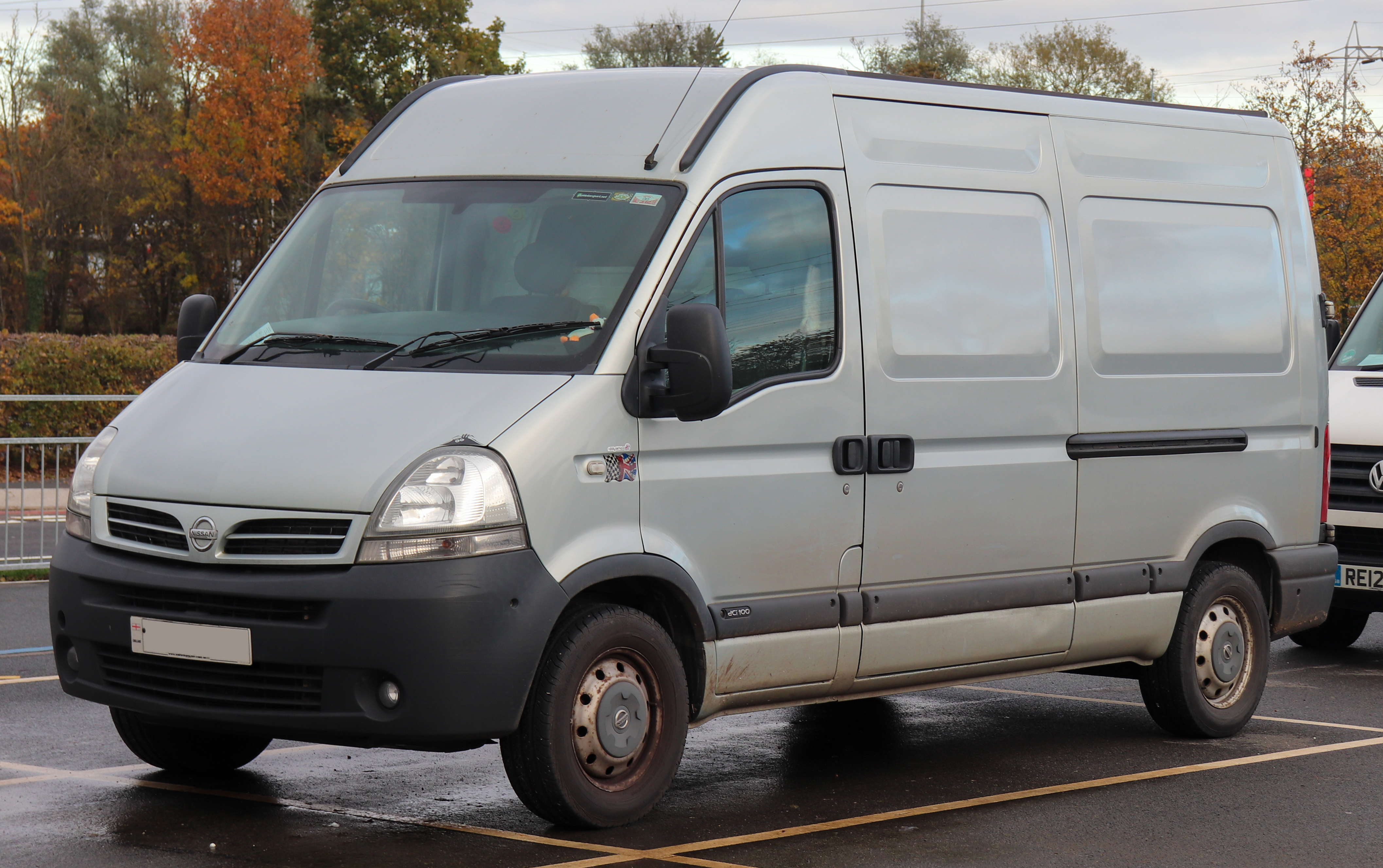
Nissan Interstar

- Nissan Trade
- Atleon
- Cabstar
- Interstar
- Kubistar
- Navara
- Pick-up
- Primastar
- NV200
- NV300
- NV400
- NP200
- NP300
- NT500

#### Sportowe

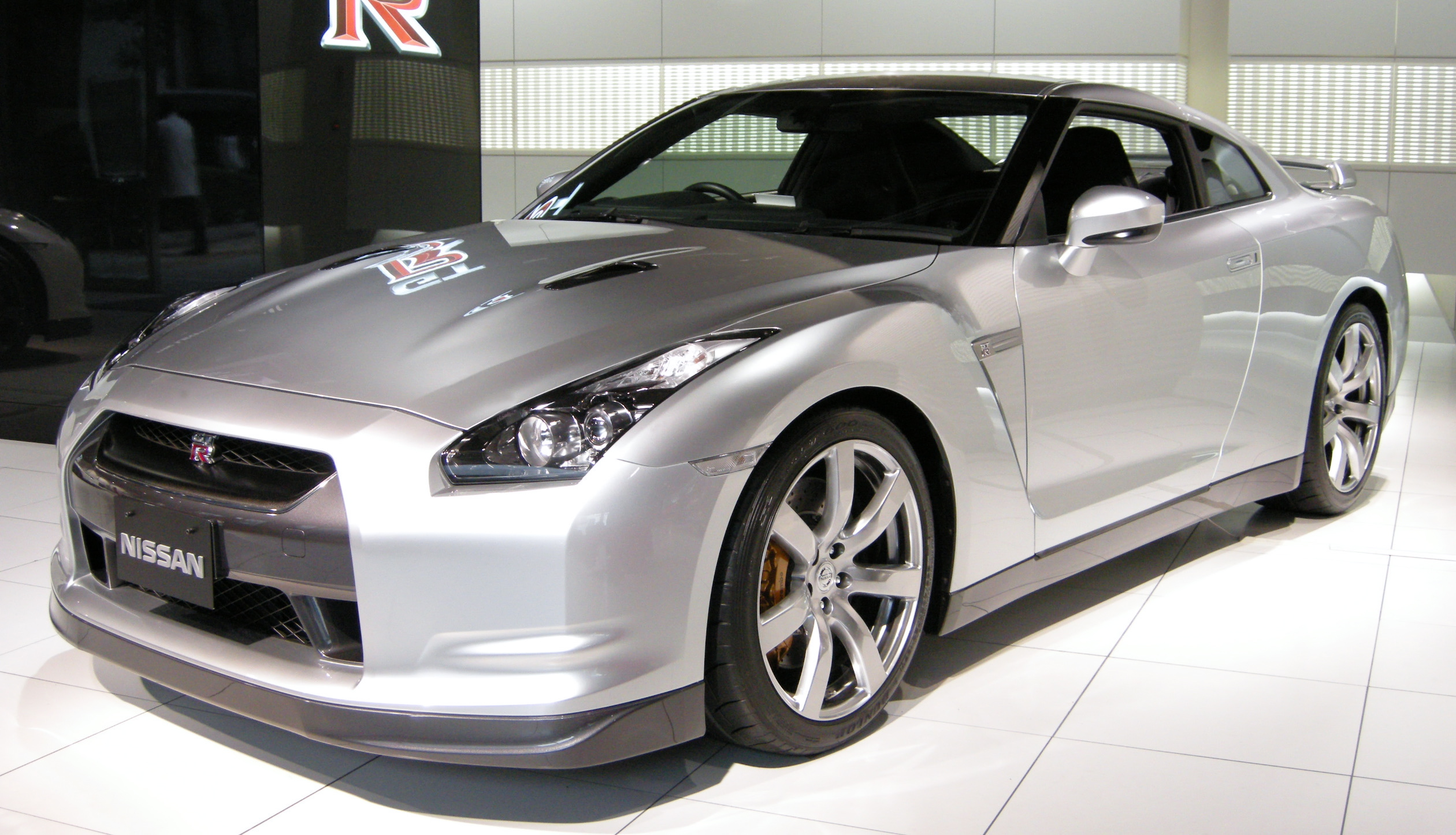
Nissan GT-R

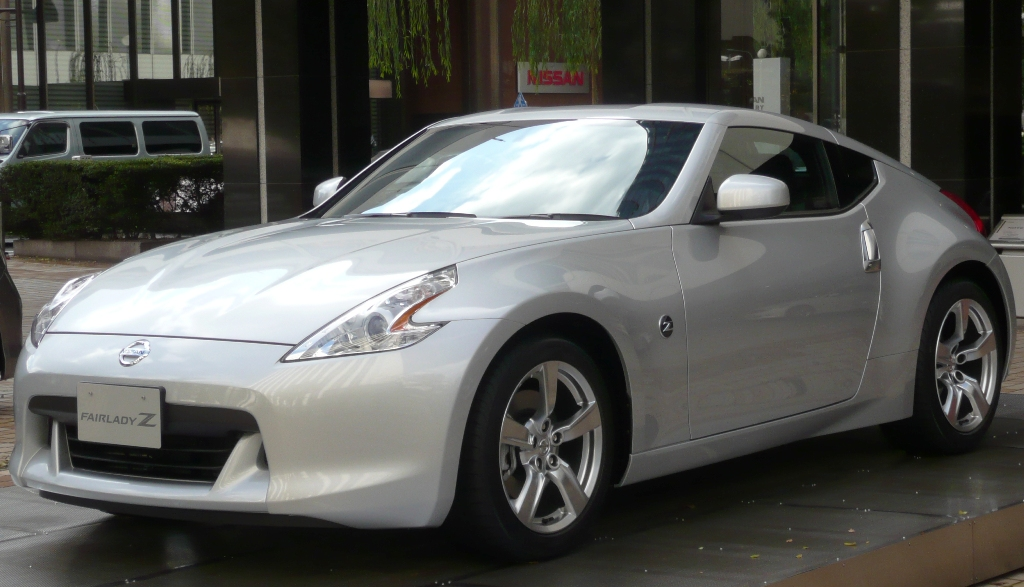
Nissan 370Z

- GT-R
- 100NX
- 180SX
- 200SX
- 240SX
- 240Z
- 280ZX
- 300ZX
- 350Z
- 370Z
- Nissan Skyline

#### Prototypy
- Nissan Duad (1991)
- Nissan Cypact (1999)
- Nissan Alpha-T (2001)
- Nissan V35 GT-R (2001)
- Nissan Yanya (2002)
- Nissan Redigo (2003)
- Nissan Jikoo (2003)
- Nissan Actic (2004)
- Nissan Zaroot (2005)
- Nissan Amenio (2005)
- Nissan Sport Concept (2005)
- Nissan Pivo (2005)
- Nissan Foria (2005)
- Nissan GT-R Proto (2005)
- Nissan Terranaut (2006)
- Nissan Urge (2006)
- Nissan Intima (2007)
- Nissan NV200 Concept (2007)
- Nissan Round Box (2007)
- Nissan Pivo 2 (2007)
- Nissan Bevel (2007)
- Nissan Nuvu (2008)
- Nissan Weave (2008)
- Nissan Qazana (2009)
- Nissan Leaf (2009)
- Nissan Land Glider (2009)
- Nissan V2G (2009)
- Nissan iV (2010)
- Nissan Townpod (2010)
- Nissan Ellure (2010)
- Nissan Compact Sport Concept (2011)
- Nissan Pivo 3 (2011)
- Nissan Esflow (2011)
- Nissan Invitation (2012)